# اسم شمارا
اسم شمارا یا اسم شمارش‌پذیر در زبان‌شناسی اسمی است که می‌توان عدد به آن افزود، آن را به هر دو صورت مفرد و جمع دید و همراه با تخصیص‌گران کمی همچون هر، همه، بسیار و… می‌آید. اسم ناشمارا دقیقاً در مقابل اسم شمارا قرار می‌گیرد و هیچ‌یک از این خصوصیات را ندارد.